# Caminos (Antología poética)
Caminos (Antología poética) es una selección de poemas de Juan José Cuadros, que César Augusto Ayuso escoge meticulosamente de los libros de poesía editados en vida del autor, también aporta una introducción completísima de toda la vida del poeta. El libro sale a luz en 1993, cuatro años después de la muerte de Juan José Cuadros, y es un homenaje, como bien se indica en sus primeras páginas:

Esta antología se suma al homenaje que a Juan José Cuadros se rindió en Palencia los días 16 y 17 de abril de 1993 por parte del grupo de poesía ASTROLABIO, el Excmo. Ayuntamiento y sus amigos del grupo poético ROCAMADOR.

## Estructura
- El Asedio
- Recado de buen amor
- Memoria del camino
- Vuelta al Sur
- Los últimos caminos
- El único camino
- Tres poemas inéditos